# ガイ・ゴーマ
ガイ・ゴーマ (Guy Goma) は、2006年5月16日にイギリスのテレビ局BBCのニュース番組『BBC News24』で、コンピュータ専門家のガイ・キューニーに間違えられて生放送のインタビューに出演した人物である。
当日、BBCではApple Computerとアップル・レコードの商標問題について取り上げ、この件についてキューニーを招いて討論しようとしていたが、名前が似ていたことからスタッフに間違えられた。ゴーマはインタビューが始まった瞬間に気づいて驚愕した表情を見せたが、それでも質問には果敢に答え、インタビューは無事に終了した。 
BBCはこの番組の放送後、謝罪をした。さらに、ゴーマは当初タクシー運転手とされていたが、後にデータ処理の専門家（データ・クレンジング）であることが発表された。ゴーマはBBCの就職面接に応募して受付で待機していたが、スタッフが間違えてスタジオに連れてきてしまったという。後に就職面接が行われたが、ゴーマは雇用されなかったという。

## インタビューのやりとり
司会者「さて、お話を伺いますガイ・キューニーさんは、インターネット技術に関するウェブサイト『NewsWireless』の編集者です。おはようございます」
ゴーマ「……おはようございます」
司会者「この判決については、驚かれましたか?」
ゴーマ「非常に驚いています。この判決を見て……予想していませんでしたから。あの人達（BBCの社員）には別のことで呼ばれまして、それで『インタビュー（面接）を受けてください』と言われてこうなったわけで……とにかく非常に驚いています」
司会者「大きな驚きだったわけですね」
ゴーマ「その通りです」
司会者「判決の持つ影響に関してですが、これによってより多くの人々がオンラインによるダウンロードを行うとお考えですか?」
ゴーマ「実際に、どこへ行っても、多くの人が思うがままにインターネット、ウェブサイトからダウンロードを行っている姿を見ることができます。しかしそれは技術開発について優れていると考え……えー……人々に、彼らがさがすものをより簡単に、より早く手に入れることができると知らせることができると思います」
司会者「確かに音楽業界は、人々が音楽をウェブサイトからダウンロードしたいと求めるように、進展しつつあるようですね」
ゴーマ「その通りですね。インターネットカフェへ行けばどこへでも行けますし、簡単に……得ることができます。誰しもが、インターネットを通じて何かを得ることが、簡単になりつつあるわけです」
司会者「ガイ・キューニーさん、本当にありがとうございました」